# 푸에고 엔 라 상그레
《푸에고 엔 라 상그레》(스페인어: Fuego en la sangre)은 2008년 방영된 멕시코의 텔레노벨라이다.